# 怀廷 (艾奥瓦州)
懷廷（英語：Whiting）是一個位於美國愛荷華州莫諾納縣的城市。

## 地理
懷廷的座標為42°07′32″N 96°09′07″W / 42.12556°N 96.15194°W，而該地的平均海拔高度為323米（即1060英尺）。

## 人口
根據2010年美國人口普查的數據，懷廷的面積為2.59平方千米，當中陸地面積為2.59平方千米，而水域面積為0.00平方千米。當地共有人口762人，而人口密度為每平方千米294人。